# 飽波神社
飽波神社（あくなみじんじゃ）は、静岡県藤枝市藤枝5丁目に鎮座する神社。式内社。

## 概要

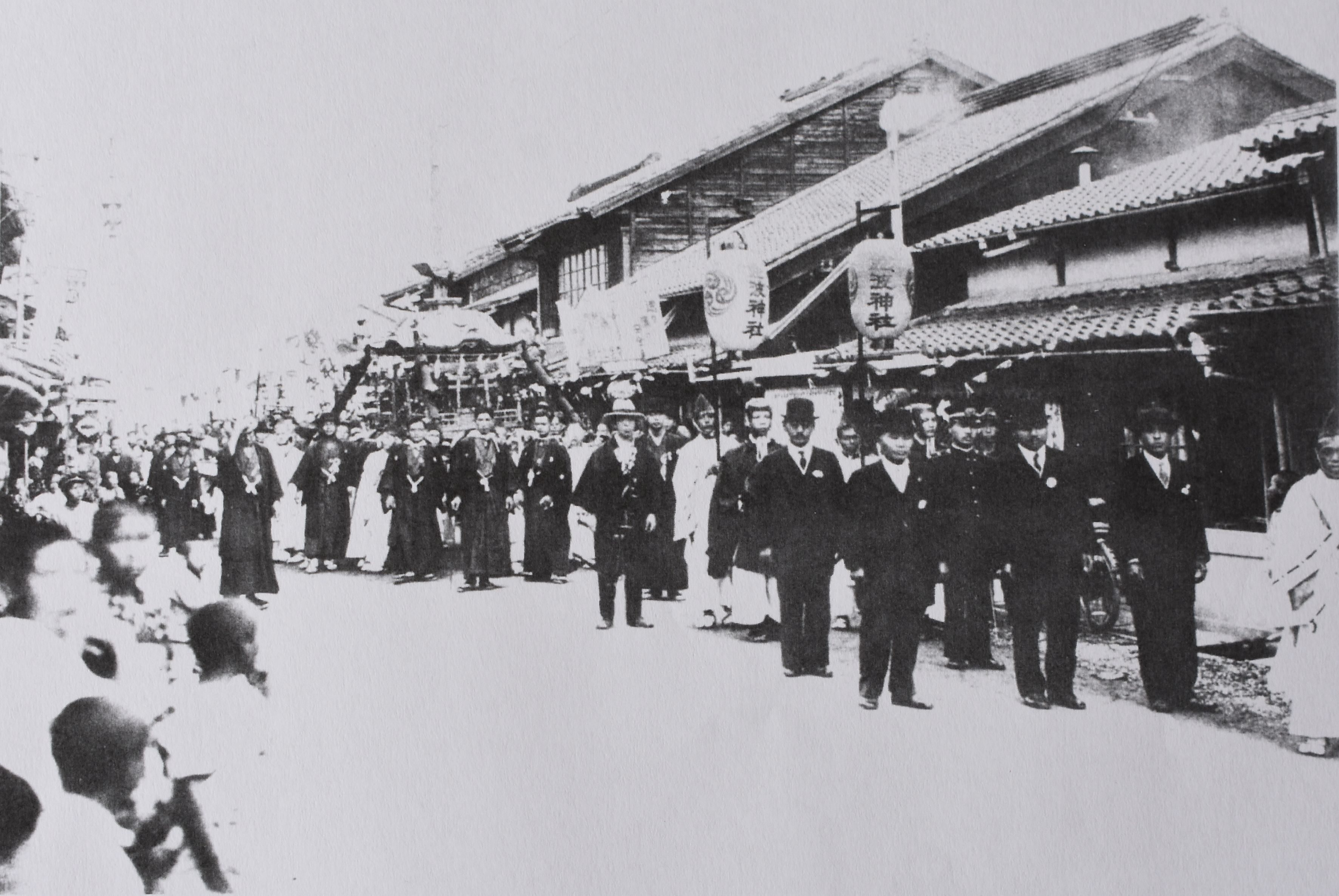
大正10年（1921年）頃の「飽波神社神輿渡御」

社伝によると、飽波神杜は仁徳天皇6年（318年）、飽波郷（志太平野一円）の鎮護の神として祀られた。かつて山裾の小石の周りから清水が湧き出て諸病に霊験があったと伝えられ、瀬戸川の水害から人々を護る神として川関大明神と称えられた。
毎年の例祭のほか、3年ごとに大祭（藤枝大祭）が行われ、十四台の屋台(山車)で賑う。
飽波神杜の神域は静岡県選定の「ふるさとの森（お宮の森・お寺の森）」百選の１つとして選定を受けている。

## 歴史
仁徳天皇6年（318年）に創建。

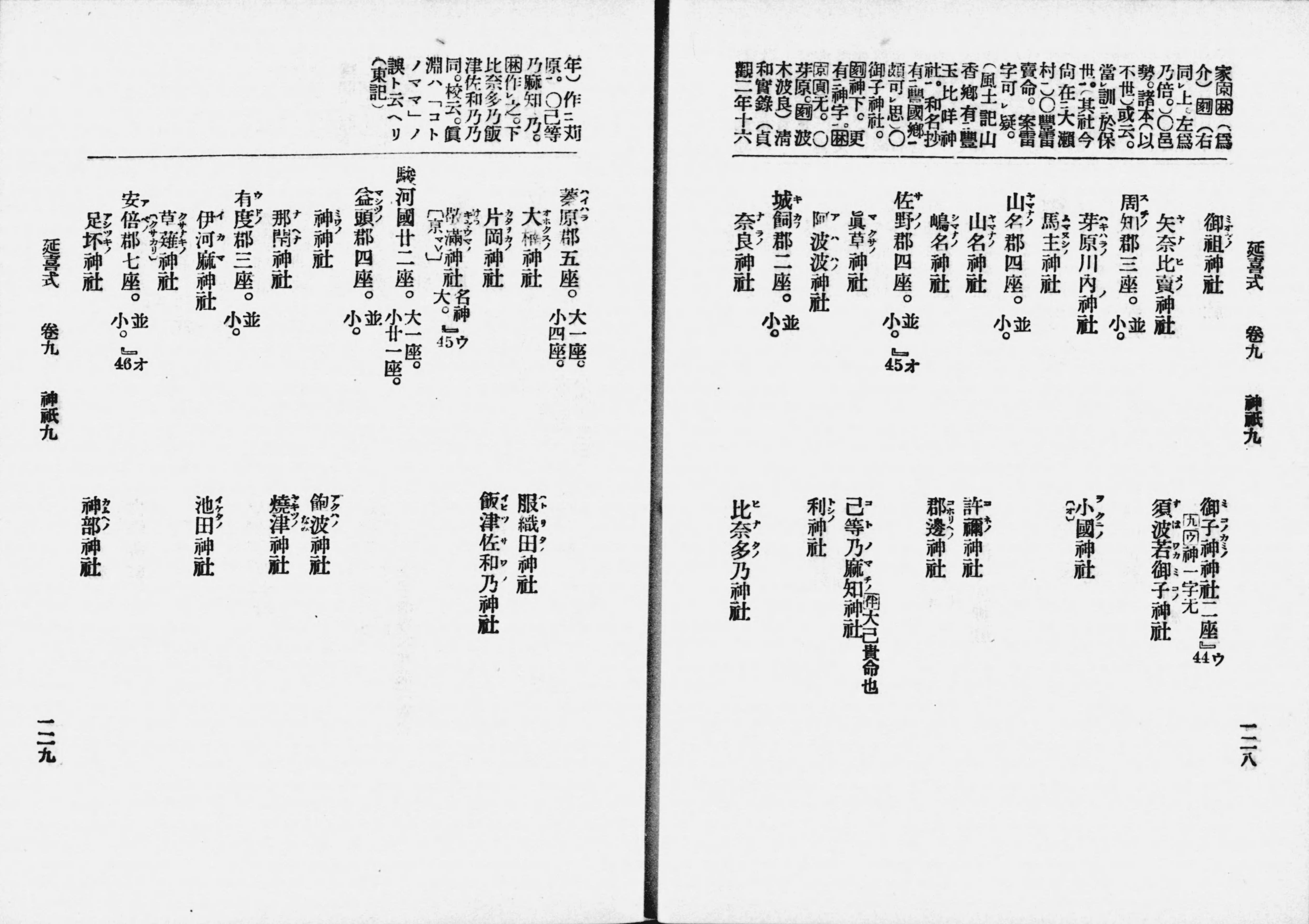
「飽波神社」について記されている『延喜式』巻9

戦国時代の永禄3年（1560年）に武田軍が乱入し、社殿や旧記録などを焼失したが、神官の曽根彦八貞家が神体を護持して難を逃れ、小祠を建てて祀った。
江戸時代の正徳5年（1715年）に杜殿を再建した。
1873年（明治6年）、郷社に列せられた。1907年（明治40年）、幣帛供進社に指定された。
1931年（昭和6年）、氏子崇敬者によって拝殿が造営され、神具・狛犬等が奉納される。

## 祭神
- 少彦名命
- 瀬織津姫命
- 蛭子命
- 天忍穂耳命

## 摂末社
境内には次の2社が鎮座する。
- 金山神社
- 七ツ森神社

## 日本遺産
2020年（令和2年）6月19日、「飽波神社大祭の奉納踊り」は、藤枝宿周辺の文化財群である「田中城・田中城本丸櫓（史跡田中城下屋敷）」「大慶寺の久遠の松」「瀬戸の染飯」「東海道松並木（上青島地区）」と共に、文化庁の文化財保護制度「日本遺産」のストーリー『日本初「旅ブーム」を起こした弥次さん喜多さん、駿州の旅～滑稽本と浮世絵が描く東海道旅のガイドブック（道中記）～』の構成文化財の1つに認定された。